# La Curée, chasse au chevreuil dans les forêts du Grand Jura
La Curée, chasse au chevreuil dans les forêts du Grand Jura est un tableau peint en 1857 par Gustave Courbet. Première peinture de genre abordant le thème de la chasse dans l'œuvre du peintre, elle est conservée au musée des Beaux-Arts de Boston.

## Description
Cette composition présente une scène qui a lieu après une partie de chasse : à gauche, suspendu à un arbre par une jambe arrière, on voit un chevreuil mort, approché par deux chiens, et quelques traces de sang au sol ; au centre, adossé à un arbre, un homme barbu, portant chapeau, pipe au bec, gardant les bras croisés, les bottes crottées, son fusil reposant également contre l'arbre ; à droite, assis, un jeune piqueur dans sa livrée rouge soufflant dans un cor. L'ensemble s'inscrit dans un sous-bois composé de pins.
La scène se décompose en quatre plans : au premier plan, les animaux ; au deuxième, l'homme barbu ; au troisième, l'enfant jouant du cor ; le dernier plan constituant la fin de la ligne de fuite des pins, d'où part le point de perspective.

## Histoire du tableau

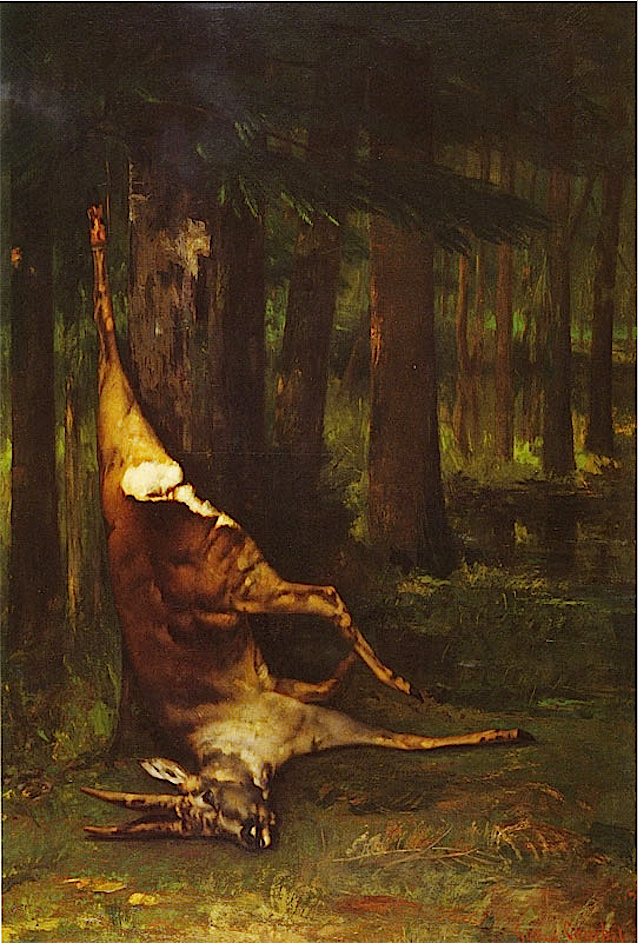
Le Chevreuil pendu, La Haye, collection Mesdag.

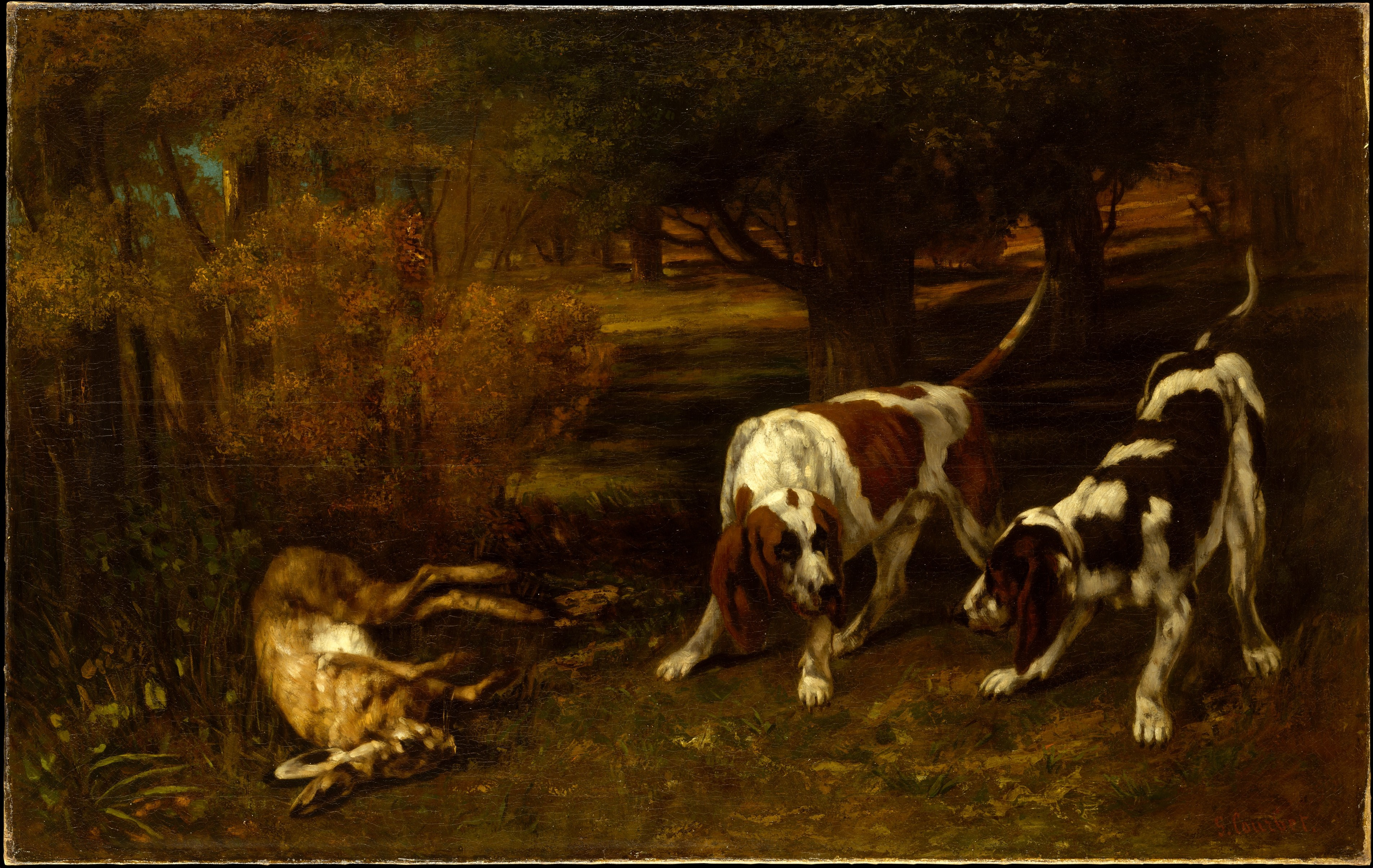
Chiens de chasse et lièvre mort, New York, MET.

Courbet inaugure par cette grande composition (2,10 × 1,80 m) un thème qu'il va développer ensuite sur près de 80 toiles, la chasse. Il pratique cette activité en Franche-Comté, dans sa région natale. Il découvre la chasse à courre l'année qui suit l'exécution du tableau, en 1858, du côté de Francfort. Il s'inscrit juste après L'Atelier du peintre et est sans doute contemporain de Les Demoiselles des bords de la Seine (été).
Un premier état du tableau est montré au Salon de Paris inauguré en juin 1857. Théophile Gautier s'est emballé au sujet de la description de l'animal. Le tableau a été construit par une série d'ajouts successifs : ce procédé cumulatif de collage sera réemployé par Courbet avec L'Hallali du cerf (1867), entre autres. Ainsi, le motif du chevreuil mort suspendu provient d'une étude antérieure, plus grande, exécutée à partir d'un gibier acheté rue Montorgueil (La Haye, collection Mesdag) ; le paysage sera complété à droite et, après juin 1858, en haut de la toile, à partir de ceux aperçus en Forêt-Noire (les coutures sont visibles) ; la figure centrale du chasseur est, d'après une étude des couches de pigments, la première peinte, et constitue sans doute un autoportrait ; le piqueur sonnant le cor fait directement référence à la chasse à courre ; enfin, les deux chiens existent dans une composition présentant un lièvre mort, exposée au Metropolitan Museum of Art (New York). C'est dans ce nouvel état, moins l'espace situé au dessus du chasseur, que la toile apparaît dans la revue L'Artiste du 18 juillet 1858 sous la forme d'une lithographie signée Nanteuil. La livrée rouge du piqueur fait écho au Déjeuner de chasse (1858, Musée Wallraf-Richartz) et à Après la chasse (1858, Metropolitan Museum of Art).
Elle est achetée par M. van Isachers à Anvers en 1858 pour 8 000 francs, puis échangée contre une autre toile en 1862 par Jules Luquet au nom de la galerie Alfred Cadart (Paris) qui la revend en avril 1866 à l'Allston Club de Boston pour 25 000 francs. En 1918, elle entre dans les collections du musée des Beaux-Arts de Boston. C'est la première toile de Courbet à rejoindre les cimaises de ce musée.

## Analyse du tableau
La « curée » désigne une cérémonie qui suit la mise à mort de l’animal. Le tableau condense ainsi plusieurs instances symboliques, comprimant plusieurs moments du rituel cynégétique en un seul. Michael Fried y voit sans aucun doute un autoportrait du peintre, dans la lignée du dispositif mis en place avec L'Atelier : une « allégorie réelle de la vie de l'artiste, une représentation métaphorique de l'activité, de la vie du peintre lui-même ».
Michèle Haddad propose de voir dans la scène l'instant des honneurs rendus à l'animal, et juste avant la curée proprement dite, moment au cours duquel les viscères du gibier sont distribuées aux chiens. Ce temps de la suspension est renforcé ici par l'attitude méditative, au repos, du chasseur, comme en retrait (cependant au centre de la toile comme dans L'Atelier du peintre, mais sous l'ombre des arbres). Le son du cor signe ici une forme de salutation à la dépouille du chevreuil. Même les chiens semblent en arrêt. Tous les éléments de la toile sont présentés à égalité : cet équilibre, qui confine chez Courbet en un idéal, lui fut reproché par un critique véhément de l'époque, Edmond About.